# Ghislain de Rasilly
Ghislain Marie Raoul Suzanne de Rasilly (ur. 9 lipca 1943 w Juvardeil, we Francji) – francuski duchowny katolicki, biskup Wallis i Futuny w latach 2005-2018.

## Życiorys

### Prezbiterat
Święcenia kapłańskie otrzymał 6 listopada 1971 roku jako członek Towarzystwa Maryjnego (marystów). Pracował przede wszystkim w zakonnych placówkach na terenie Nowej Kaledonii. W latach 2001–2002 był przełożonym zgromadzenia w tymże regionie, zaś w 2003 został wybrany wikariuszem prowincji Wysp Pacyfiku.

### Episkopat
20 czerwca 2005 roku papież Benedykt XVI mianował go biskupem Wallis i Futuny. Sakry biskupiej udzielił mu 7 sierpnia 2005 roku arcybiskup Charles Balvo.
24 grudnia 2018 papież przyjął jego rezygnację z urzędu, złożoną ze względu na wiek.